# Yunwu Shan
Yunwu Shan (chinesisch 雲霧山 ‚Berg der Wolken und des Nebels‘) ist ein vereister Berg im ostantarktischen Prinzessin-Elisabeth-Land. Er ragt 376 km südöstlich der chinesischen Zhongshan-Station am Ostrand der Grove Mountains auf.
Chinesische Wissenschaftler benannten ihn im Zuge von satellitengeodätischer Vermessungen und Kartierungen im Jahr 1996.